# Richard Bingham (soldat)
Sir Richard Bingham (1528 - 19 janvier 1599) est un soldat anglais et commandant de la marine. Il sert sous la reine Elizabeth Ire pendant la conquête Tudor de l'Irlande et est nommé gouverneur de Connacht.

## Jeunesse et carrière militaire
Bingham nait dans le Dorset de Richard Bingham et de sa femme Alice Coker, fille de Thomas Coker; il est l'aîné de trois frères. On sait peu de choses sur sa jeunesse, mais il se lance dans une carrière militaire avant d'avoir vingt ans, malgré sa petite taille. Il participe à l'expédition écossaise du Protector Somerset en 1547. Une décennie plus tard, il sert avec les Espagnols contre les Français à la bataille de Saint-Quentin. En octobre de l'année suivante, 1558, il prend part à une expédition navale dans les îles occidentales en Écosse.
Dans la quatrième guerre ottomane-vénitienne, Bingham combat sous Juan d'Autriche (Don Juan de Austria) aux côtés des Espagnols et des Vénitiens. Au cours de cette campagne, il s'engage dans des efforts pour sauver l'île de Chypre, et lors de la bataille navale cruciale de Lépante le 7 octobre 1571. Les deux années suivantes sont passées aux Pays-Bas, à transmettre des renseignements au principal secrétaire de la reine, Lord Burghley. En 1576, il tente des négociations de paix avec Don Juan au nom des États généraux et, lorsque les négociations échouent, combat vaillamment pour ses employeurs à la bataille de Rijmenam. La même année 1578, la reine lui accorde une rente de 50 marks en reconnaissance de ses services militaires et diplomatiques.
Au Massacre d'Ardnaree ; agissant en tant que gouverneur de Connacht sous l'armée coloniale anglaise dans la conquête élisabéthaine de l'Irlande, son assemblage suit la force mercenaire autochtone à Ardnaree, où la force mercenaire campe sur la rive est (droite) de la rivière Moy. Les forces de Bingham encerclent le camp pendant la nuit et attaque les occupants. Au cours de la bataille, 1 000 mercenaires sont tués, dont Donald Gorm MacDonald de Carey (en) et Alexander Carragh MacDonnell de Glenarm. Quelque 1 000 hommes, femmes et enfants sont également massacrés dans le camp. Richard Bingham continue à pendre les chefs des Burke ; les anciennes terres de Mac Philbins et Mayo Burkes étant données aux colons anglais.

## Expéditions navales
En 1579, Bingham est envoyé en Irlande pour aider à la répression de la deuxième rébellion de Desmond (en). En septembre de l'année suivante, il sert comme capitaine sur le Swiftsure (en)  sous les ordres de l'amiral William Wynter (en) et, au cours de cette expédition, participe au massacre à Smerwick de centaines de troupes italiennes et espagnoles qui s'étaient rendues aux Anglais, événement sur lequel il fait rapport à un autre des secrétaires de la reine, Francis Walsingham.
En septembre 1583, Bingham reçoit une commission pour appréhender les pirates sur la Manche; la reine ordonne à Burghley de saisir les navires hollandais pour les dettes qui lui étaient dues, sous le prétexte de chercher des pirates.

## Gouverneur de Connacht
En 1584, Bingham est nommé gouverneur de la province irlandaise de Connacht, un poste qui le conduit à une grande controverse pour le reste de sa carrière. Ses frères George et John sont sous-commissaires et lui-même est fait chevalier par le Lord Deputy Perrot (en) au château de Dublin le 12 juillet 1584. La Composition of Connacht (en) de 1585 visait à régulariser le paiement de la Cess (en) par les seigneurs gaéliques. Mais en 1586, le Connacht entre en rébellion générale. Lors des assises de Galway au début de l'année, Bingham préside le tribunal, lorsque plus de 70 condamnations à mort pour déloyauté envers la couronne sont prononcées. Plus tard dans l'année, il prend Castle Cloonoan dans le comté de Clare après un siège de sept jours et fait tuer le propriétaire O'Brien et passe la garnison par l'épée.
Les principaux agitateurs de la rébellion à Connacht sont le clan MacWilliam Burke du comté de Mayo. Bingham entre sur leur territoire en mars, prenant Castlehag à Lough Mask, et il accepte de retirer ses forces seulement si les hommes du pays poursuivent les rebelles. Perrot accorde alors une protection de 3 mois aux rebelles, en échange de promesses, et décide que le titre de MacWilliam devait être aboli. En juillet, les Burke se réveillent avec encore plus d'adhérents et envoient des hommes en Ulster pour combattre les Écossais. Dans un geste provocateur, Perrot usurpe l'autorité de Bingham en lui interdisant de se déplacer contre eux, et le nombre de rebelles double à 800. Bingham rassemble son armée à Ballinrobe à la mi-juillet, et à la fin du mois, le rebelle Burke est prêt à se soumettre aux conditions proposées par lui.
Les coûts de la rébellion sont couverts par des saisies de bétail et des amendes. Bingham confisque des parties de la propriété des Burkes, accordant à son frère John le château de Castlebarry près de Castlebar, qui avait appartenu à Edmund Burke, le chef de 80 ans, qui a été pendu après avoir été condamné pour trahison en août 1586, ayant été porté à la potence sur une bière. Perrot veux une paix immédiate, mais Bingham insiste sur de bonnes promesses, soupçonnant que les rebelles gagnent du temps pour récolter leur maïs. Le 26 août, la paix est conclue avec tous les rebelles du Connacht.
Bingham doit encore faire face à une incursion d'une force de 3 000 Écossais qui traversent la rivière Erne depuis l'Ulster. Il les observe dans les montagnes et les bois et descend sur eux à Ardnaree à midi le 23 septembre, alors qu'ils pensaient qu'il était loin. Les Écossais entrent en formation de combat, mais Bingham - malgré de chevaux dont il dispose - les attire jusqu'à ce qu'ils soient rassemblés, puis les chargeent et les cassent. Ils fuient vers la rivière et tous - y compris les femmes et les enfants - sont tués ou noyés, sauf 80. Ceux qui s'étaient échappés, ainsi que les cavaliers écossais, sont tués par les habitants de Tirawley. Le frère de Bingham, John, se distingue dans cette déroute.
Pendant ce temps, Perrot tente à nouveau d'empiéter sur l'autorité de Bingham, contre l'avis de son conseil à Dublin. Il amène ses forces à Galway pour recueillir des preuves sur les accusations portées contre Bingham par un partisan rebelle, mais personne ne vient témoigner. Perrot quitte la province en octobre et un appel est lancé à Francis Walsingham pour une médiation.
En novembre, des plaintes formelles sont déposées contre Bingham pour avoir provoqué la rébellion, mais une déclaration est signée par 43 gentleman de Mayo, disant que la cause de la rébellion a été l'extinction du titre MacWilliam et la suppression des exactions à remplacer par une composition centrale. Les accusations contre Bingham, telles que portées devant le conseil de Dublin, sont rejetées comme malveillantes en février 1587.
À la fin du premier tour de service de Bingham à Connacht, on prétend que la province était si prospère qu'elle produisait du maïs pour les autres provinces et attirait même des colons de Pale, et que même la composition était payée en argent. À ce moment-là, le gouverneur en était venu à tolérer la composition, malgré toutes ses fautes, comme un moyen rapide de gouverner une fois que les septs avaient été réduits et la loi du Brehon abolie.

## Pays-Bas et retour en Irlande
En juillet 1587, Bingham quitte l'Irlande pour servir aux Pays-Bas, avec la perspective de prendre le commandement de l'armée expéditionnaire d'Angleterre à la fin de l'année, après le rappel du comte de Leicester. Son frère George prend sa place en Irlande en septembre. En 1588, Bingham correspond avec Burghley sur la défense du royaume contre les Espagnols. En janvier de la même année, il se marie pour la première fois.
Bingham revient en tant que gouverneur de Connacht plus tard en 1588, atteignant Athlone en mai. Il entre dans le différend sur l'héritage de feu Donnell O'Connor Sligo, chef du clan Ó Conchobhair Sligigh, décédé à la fin de 1587, laissant le manoir stratégique de Sligo à un héritier douteux (le château étant réservé à la couronne, afin de commander l'approche ouest de l'Ulster). Des commissaires nommés par Perrot confortent l'héritier, et Bingham est contraint de remettre la garde du manoir, tout en déposant une objection: après enquête, l'héritier est jugé illégitime. Cette conclusion est confirmée et la concession ultérieure de terres est faite conformément à la recommandation de Bingham.

## Armada espagnole et rébellion renouvelée
En septembre 1588, à la nouvelle du lancement de l'Armada espagnole dans la mer du Nord, Bingham ordonne que tous les réfugiés espagnols débarquant sur la côte de Connacht soient amenés à Galway et mis à mort. De nombreux navires font naufrage le mois suivant et, parmi les survivants arrivés à terre, il estimé que 1 000 ont été mis à mort sous son autorité. Son frère George, shérif du comté de Sligo, tue aussi de nombreux survivants espagnols. Bingham suggère que 50 des captifs soient gardés vivants, mais le nouveau lord adjoint d'Irlande, William Fitzwilliam, lui ordonne de tous les mettre à mort; plus tard, d'autres survivants viennent sous sa garde et il les met sous la responsabilité de bailsmen. (Quelques années plus tard, en janvier 1592, Bingham persuade plusieurs Espagnols de venir des Burkes sous protection et les envoie à Dublin pour rentrer chez eux, mais ils y sont détenus en prison contre son gré).
En septembre, Bingham marche avec une petite force vers les châteaux de Doona et Torrane, sur l'information que certains des survivants sous le commandement de Don Alonso de Leyva ont quitté ces bastions et marché vers Donamona pour intercepter un autre débarquement de 500 hommes. Un châtiment est infligé à ceux soupçonnés de secourir les Espagnols. À la fin du mois de septembre, peu de seigneurs irlandais refusent d'abandonner leurs survivants de l'Armada, mais la présence des Espagnols provoque des troubles parmi plusieurs clans. En mars 1589, une rébellion ouverte est lancée par le prétendant au titre de MacWilliam - le Blind Abbot des Burke - et par d'autres clans occidentaux. Fitzwilliam intervient et dévaste Mayo, Sligo et certaines parties de Roscommon, ordonnant à Bingham de retirer ses forces de Mayo afin de ne pas entraver la pacification.
Une commission de paix est mise en place, avec Bingham à sa tête, qui siège à Galway en avril, mais la plupart des rebelles restent à l'écart. Ensuite, Sir Brian O'Rourke lance un grand raid de bétail à Sligo, tandis que les Burke prennent des mesures similaires dans le sud-ouest, à travers la frontière Mayo. La dernière demande des rebelles concerne le retrait de Bingham de Connacht, l'installation des MacWilliam et le retrait des shérifs de Mayo. Le chaos règne dans la province, tandis que les autorités restent divisées sur la meilleure façon de procéder. Une faction du Conseil privé d'Irlande attribue l'échec des pourparlers au désir de certains des commissaires à la paix de blâmer Bingham pour les rébellions.
Bingham poursuit sa politique sur le terrain, nettoyant Mayo et Roscommon avec ses forces, jusqu'à ce que les rebelles cèdent et O'Rourke est conduit au nord en Ulster. A Cong, Fitzwilliam ordonne de cesser et de dissoudre certaines de ses forces nouvellement levées, et une nouvelle commission de paix est nommée pour traiter jusqu'à l'arrivée de Fitzwilliam. Le lord adjoint est déterminé à ce que le blâme soit mis sur Bingham, et les rebelles reprennent du poil de la bête lorsque Fitzwilliam ordonne au gouverneur de rester à Athlone. Fitzwilliam se rend à Galway avec 350 fantassins et 120 cavaliers pour recevoir les soumissions officielles des rebelles, et deux cahiers de plaintes sont déposées par eux contre Bingham. Les plaintes sont transmises par le lord adjoint en Angleterre, et avant de quitter la province, il refuse à Bingham l'utilisation de la loi martiale et coupe son autorité pour conduire des séances d'assises, jusqu'à ce que Fitzwilliam lui-même ait terminé sa progression à travers la province.
Connacht reste instable, et O'Rourke fait de nouveau irruption, attaquant le shérif de Sligo dans les Curlew Mountains. Les troubles se répandent dans le nord, malgré la présence du lord adjoint, et la mise hors service du gouverneur devient une préoccupation stratégique pour le gouvernement de Londres. Walsingham écrit en faveur de Bingham, et le Privy Council de Londres ordonne qu'un procès devant le lord député et le conseil de Dublin se déroule sur la base des cahiers de plaintes. Fitzwilliam se met à rassembler des preuves contre Bingham, mais les témoignages cruciaux des rebelles absents font défaut.
Début octobre, Blind Abbott est proclamé MacWilliam et la reine ordonne à Fitzwilliam d'aider Bingham à supprimer le titre. Mais le soutien de l'Angleterre ne peut empêcher que les accusations portées contre Bingham soient examinées devant le conseil au début de novembre. Aucun témoin ne comparait contre lui (bien qu'il y ait eu des murmures qu'ils avaient trop peur de venir à Dublin); ses propres témoins sont interrogés le 28. Son acquittement complet est proclamé le 5 décembre.
Bingham retourne à Connacht, où le Lord adjoint a rassemblé ses forces à Galway avec une invitation aux rebelles à se soumettre avant le 12 janvier 1590. Pratiquement aucun rebelle notable n’accepte, craignant que leurs otages ne soient pas à la hauteur et qu’ils soient eux-mêmes détenus. Bingham ensuite a les mains libres et rapidement marche à Cong avec Donogh O'Brien (4e comte de Thomond) (en) et Ulick Burke (3e comte de Clanricard). Les rebelles les harcèlent alors qu'ils marchent dans Tirawley (en), mais le lendemain, Blind Abbott est blessé quand il poursuit l'un des kerne de Thomond - alors qu'il dépasse sa cible à cheval, le kerne tourne et le frappe avec une épée, lui coupant presque le pied au-dessus de la cheville.
Les forces de la couronne progressent à travers le pays, brûlant les cultures et les villages, et les rebelles se retirent avec leur bétail vers les montagnes d'Erris, où rapidement demandèrent la paix. Bingham est à Roscommon lorsque les Burkes et Clandonnell acceptent ses conditions, qui comprennent les charges des guerres de 1586 et 1589. Il se retourne ensuite contre O'Rourke qui a envahi Sligo en mars, bien que la maladie l'ait empêché de prendre le terrain et que son frère George prenait le commandement. Dans le mois où O'Rourke s'enfuit en Ulster avec ses fils, et les clans de Leitrim se soumettent.

## Fin de l'influence de Perrot
En 1592, Perrot, alors membre du Conseil privé de Londres avec un mandat spécial pour conseiller sur les affaires irlandaises, se plaint officiellement à la reine de la sévérité et de l'insubordination de Bingham. Mais Perrot s'empêtre dans les allégations faites contre lui par un prêtre emprisonné à Dublin, et l'enquête est élargie pour inclure les relations de l'ancien lord adjoint avec le rebelle O'Rourke. L'aide de Bingham est sollicitée pour monter un dossier contre Perrot, mais curieusement, son témoignage est limité. Néanmoins, Perrot est reconnu coupable de trahison et meurt dans la Tour de Londres, (Élisabeth Ire ayant refusé d'ordonner sa mort), tandis qu'O'Rourke est extradé d'Écosse à Londres, sur quoi ses partisans rebelles entrent à Bingham, qui par la suite résiste aux suggestions de les attaquer. Il a également précisé que seule la seigneurie personnelle d'O'Rourke pouvait être confisquée, même si la couronne s'attendait à une plus grande partie du territoire du clan des rebelles à Leitrim.
En juin 1592, une faction Burke se rebelle de nouveau et, dans le cadre des conditions de paix qui s'ensuivent, Bingham les force à faire des promesses pour chaque sept, leur impose une amende de 2000 marks et leur fait supporter les dommages de la guerre depuis 1588. Connacht reste silencieux jusqu'en mai 1593, lorsque Hugh Maguire (en) et le fils du défunt rebelle, Brian Óg O'Rourke (en), attaque Sligo après que le frère de Bingham, George, eut saisi les vaches laitières de ce dernier au lieu de la rente de composition. En juin, ils subissent de lourdes pertes lors d'un raid sur Roscommon en compagnie de Fiach McHugh O'Byrne, qui avait amené des forces de Leinster. En septembre, Hugh Roe O'Donnell envoie une petite force pour agiter Mayo, et en réponse Bingham envoie des hommes contre Maguire, et la révolte s'avère un échec lorsque les hommes de Tirawley s'attaquent aux rebelles.

## Rébellions du Nord
En janvier 1594, un détachement de l'armée de Henry Bagenal avec 2 compagnies envoyées par Bingham sous le commandement de son cousin, le capitaine George Bingham, assiège Enniskillen. Le mur extérieur de la défense du château est brisé et les défenseurs - 40 tireurs, 60 hommes capables et 200 autres - furent enfermés. Des préparatifs sont faits pour mettre le feu à la porte, mais les défenseurs cherchent à pourparler, ce qui est accordé et le château se rend: 150 furent passés par l'épée. A cette époque, Bingham est à Athlone et ne pouvait pas se rendre à Dublin à cause d'une maladie qui l'empêchait de monter à cheval. En août, le château doit être délivré par le lord adjoint, et au mois de mai suivant, il est pris par O'Donnell.
En septembre 1594, les jeunes O'Rourke et O'Donnell attaquent de nouveau Sligo et sont chassés avec pertes. En mars de l'année suivante, Bingham chasse O'Donnell de Roscommon, mais il revient en avril, et Bingham ne peut le détourner que vers Longford, tout en recherchant des soldats anglais pour compléter le rassemblement. En juin, son cousin George est assassiné par son porte-drapeau, Ulick Burke (cousin du comte de Clanricarde (en)), qui a conspiré avec la garnison du château de Sligo; le château est cédé à O'Donnell. Bingham recherche 6 compagnies et 50 cavalier du lord adjoint pour reprendre Sligo et Ballyshannon, mais peu pourraient être épargnés de la campagne contre Hugh O'Neill, comte de Tyrone, le chef rebelle de l'époque.
Bingham a été laissé avec peu de ressources pour contrer la domination affirmée par O'Donnell dans le nord du Connacht; puis le nouveau lord adjoint, William Russell, venu à Galway pour examiner une nouvelle série d'accusations contre le gouverneur. Au cours d'une tentative d'apaisement des rebelles, O'Donnell se soumet en avril 1596 à John Norreys et Geoffrey Fenton, venus à Connacht pour faire la paix. Les MacWilliam et O'Donnell tiennent bon pour leurs propres conditions: le MacWilliamship et la cession de toutes les terres de la reine, et une réduction des taux de composition. Les commissaires retirèrent leurs forces en septembre, et l'année suivante, une nouvelle force sous le commandement de Conyers Clifford (en) est stationnée dans le nord de la province, ce qui force la soumission de tous les clans Mayo lors d'une famine généralisée dans leur pays.
Pendant ce temps, le conseil privé ordonne un procès à Dublin suivant les dernières accusations contre Bingham, qui se plaint de la partialité de Fenton et Norreys. L'arrivée d'un nouveau lord adjoint, Lord Burgh, en mai 1596 semble promettre une audition équitable, mais les changements et les feintes dans la procédure préparatoire sont telles que Bingham demande au conseil privé d'être jugé devant le conseil de Dublin ou en Angleterre. En septembre, craignant d'être assassiné, il s'enfuit sans autorisation en Angleterre pour demander justice et est placé dans la Fleet. Il envoie une pétition à Burghley pour sa libération, qui est accordée en novembre en raison de sa maladie, bien qu'il ait souffert d'une suspension de ses fonctions.
Bingham finalement se voit ordonné de retourner en Irlande pour subir son procès devant le conseil et entreprend le voyage de retour en compagnie de Clifford, mais il doit s'arrêter à Chester en raison de nouveaux problèmes de santé. En janvier 1597, après que son navire ait été ramené par soufflage à Beaumaris, Bingham s'excuse de se rendre à Dublin - encore une fois en raison de problèmes de santé, qui se poursuivent pendant l'été quand il se plaint également des frais de maintien de parents à Dublin.
En 1598, quand il devient clair que la rébellion de Tyrone devient incontrôlable, la connaissance de Bingham des affaires irlandaises est soudainement jugée inégalée en Angleterre. Sur la suggestion de Sir Robert Cecil que le comte d'Essex prenne le commandement en Irlande, Francis Bacon exhorta Essex à tenir compte des conseils du gouverneur vétéran de Connacht. Après la défaite significative des forces de la couronne à la Bataille de Yellow Ford, un combat de faction se développe à la cour entre les partis de Cecil et Essex à propos de la nomination irlandaise - alimenté par l'anticipation d'une intervention espagnole importante, soit en Angleterre ou en Irlande. Les circonstances deviennent désespérées et Bingham reçoit une nomination comme maréchal d'Irlande et général de Leinster. Il quitte l'Angleterre à la tête de 5 000 soldats mais, à son arrivée à Dublin, il meurt.

## Héritage
Bingham épouse Sarah Heigham (1565-1634) de Suffolk en janvier 1588, mais ne laisse aucun mâle héritier. Son neveu, Sir Henry Bingham, 1er baronnet (en)  - fils de George - lui succède. Un cénotaphe est érigé à son nom dans l'Abbaye de Westminster. On pense qu'il eut une fille, Martha. Sa veuve se remarie avec Edward Waldegrave.
En 1599, Essex est nommé pour diriger une armée en Irlande (en), mais l'expédition est en grande partie un échec, et ce n'est qu'en 1601 que les Anglais prennent le dessus, avec leur victoire à la bataille de Kinsale, qui conduit à la soumission de Tír Eoghain (en) après la mort de la reine en 1603.
La réputation de Bingham souffre à cause de la dureté de son règne dans le Connacht, et il conserve l'image d'un gouverneur cruel, dominant les Irlandais sans égard pour la justice ou la miséricorde. Ses apologistes insistent sur le fait que tout ce qu'il a fait pendant son mandat dans cette province était conforme à la lettre de son autorité.